# Sicista napaea
Sicista napaea е вид бозайник от семейство Тушканчикови (Dipodidae).

## Разпространение
Видът е разпространен в Казахстан и Русия.